# Ibrahim Al-Asiri Yahya
Ibrahim Al-Asiri Yahya (arab. ‏إبراهيم العسيري يحيى‎, ur. 26 października 1965) – saudyjski lekkoatleta, średniodystansowiec.
Brał udział w biegu na 3000 metrów z przeszkodami na Letnich Igrzyskach Olimpijskich 1996.